# Russell Hornsby
Russell Hornsby (San Francisco, 15 mei 1974) is een Amerikaans acteur.

## Biografie
Hornsby heeft de high school doorlopen aan de St. Mary's College High School in Berkeley (Californië). Nadat hij auditie gedaan had voor de musical The Wiz begon hij zich te interesseren voor acteren en besloot om acteur te worden. Na de high school ging hij theater te studeren aan de universiteit van Boston in Boston. Hierna ging hij studeren aan de universiteit van Oxford in Oxford (Engeland).

## Filmografie

### Films
Uitgezonderd korte films.
- 2022 Last Seen Alive - als rechercheur Paterson
- 2018 Creed II - als Buddy Marcelle
- 2018 The Hate U Give - als Maverick Carter
- 2016 Fences - als Lyons Maxson
- 2016 The Breaks - als Sampson
- 2012 LUV – als detective Pratt
- 2011 Grimm: David Giuntoli Profile - als Hank Griffin
- 2011 Grimm: Grimm Fairytales - als Hank Griffin
- 2011 Grimm: Grimm Makeup & VFX - als Hank Griffin
- 2007 Stuck – als Rashid
- 2006 Something New – als Dr. Brockton
- 2006 Forgiven – als Ronald Bradler
- 2005 Get Rich or Die Tryin' – als Odell
- 2005 Edmond – als Shill
- 2004 After the Sunset – als Jean-Paul
- 2002 Keep the Faith, Baby – als Joe Shiller
- 2002 Big Fat Liar – als Marcus Duncan
- 2000 Meet the Parents – als koerier
- 2000 Train Ride – als Ellis
- 1998 Woo – als jongen

### Televisieseries
Uitgezonderd eenmalige gastrollen.
- 2021 - 2024 Black Mafia Family - als Charles Flennory - 28 afl.
- 2022 Mike - als Don King - 8 afl.
- 2021 Lost in Space - als Grant Kelly - 5 afl.
- 2020 Lincoln Rhyme: Hunt for the Bone Collector - als Lincoln Rhyme - 10 afl.
- 2018 - 2019 The Affair - als Carl Gatewood - 5 afl.
- 2019 Proven Innocent - als Ezekiel 'Easy' Boudreau - 13 afl.
- 2018 Seven Seconds - als Isaiah Butler - 10 afl.
- 2011 – 2017 Grimm – als Hank Griffin – 123 afl.
- 2017 Seven Seconds - als Isaiah Butler - 10 afl.
- 2014 Grimm: Meltdown - als Hank Griffin - 4 afl.
- 2011 Shameless – als partner van Tony – 2 afl.
- 2007 – 2009 Lincoln Heights – als Eddie Sutton – 42 afl.
- 2009 In Treatment – als Luke – 6 afl.
- 2003 – 2006 Playmakers – als Leon Taylor – 12 afl.
- 2002 Haunted – als Marcus Bradshaw – 11 afl.
- 2000 – 2001 Gideon's Crossing – als Dr. Aaron Boies – 20 afl.

### Computerspellen
- 2009 Terminator Salvation – als Rogers
- 2008 Army of Two – als Tyson Rios

- Biblioteca Nacional de España: XX5427767
- Bibliothèque nationale de France: cb178364925 (data)
- Gemeinsame Normdatei: 1065753004
- International Standard Name Identifier: 0000 0004 0873 9723
- Library of Congress Control Number: no2006106253
- Nationale Bibliotheek van Israël: 987011050564205171
- Nederlandse Thesaurus van Auteursnamen: 412920158
- Système universitaire de documentation: 166257087
- Virtual International Authority File: 301845582
- WorldCat: E39PBJth8TmHrt6pmdRPH9RdwC